# Circuit Paul Armagnac
Circuit Paul Armagnac – tor wyścigowy we Francji, nieopodal miasta Nogaro. Tor został zbudowany w 1960. Znany z rozgrywania wyścigów motocyklowych Motocyklowe Mistrzostwa Świata o Grand Prix Francji latach 1978 i 1982, Formuła 3 Euro Series w 2007, Formuła 3000 od 1990 do 1993 i Formuła 3 z sezonu 1960. Odbywają się na nim także fragmenty wyścigów kolarskich (Route du Sud w 2017 roku). 
Patronem toru jest pochodzący z Nogaro Paul Armagnac – francuski kierowca wyścigowy.

## Lista zwycięzców

### Motocyklowe Grand Prix Francji
| Rok  | Data          | 125 cm³            | 250 cm³              | 350 cm³             | 500 cm³         |
| ---- | ------------- | ------------------ | -------------------- | ------------------- | --------------- |
| 1978 | 5-7 maja 1978 | Pier Paolo Bianchi | Gregg Hansford       | Gregg Hansford      | Kenny Roberts   |
| 1982 | 7-9 maja 1982 | Jean-Claude Selini | Jean-Louis Tournadre | Jean-François Baldé | Michel Frutschi |